# Marcela Ruiz
Marcela Ruiz (Rosario, Argentina; 15 de diciembre de 1943 - 8 de julio de 2023) fue una actriz, modelo y directora argentina. 

## Biografía
Se formó en la Escuela Municipal de Arte Dramático en el Instituto Di Tella y se destacó como fue actriz de cine y teatro. Estudió iluminación, dirección, escenografía y maquillaje. Trabajó como modelo de publicidad y como directora teatral dirigió las obras: Nunca más una sola mujer y El inmortal de la luz.
Su último trabajo audiovisual fue  "María Marta, el crimen del country". Marcela Ruiz Falleció el 8 de julio de 2023 a los 79 años.

## Filmografía
| Televisión - 1969, El teatro de Alfredo Alcon - 1985, Mamá Linda - 1980, Rosa... de lejos como Mariana - 1981, Que dio se lo pague como Janina - 1982, Todos los días la misma historia - 1985, Los reporteros - 1985, Rossé como Diana - 1985, Mujer Comprada como Jenny - 1987, Grecia - 1988, Amándote como Victoria "Vicky" Alarcon - 1989, Así son los mios - 1982, Antonella como Nuria - 1991, Detevtive de señoras - 1992, Inolvidable como Aurora - 1992, Zona de riesgo - 1993, Celeste siempre Celeste como Alicia Fuentes - 1993, El dia que me quieras como Estefania - 1994, Perla negra, como Bruna - 1996, Zíngara como Dora Visconti - 1996, Montaña rusa, otra vuelta como Isabel - 1998, Gasoleros, como Conatanza - 1999, Mamitas - 2000, Primicias - 2001, Ilusiones, como Lidia - 2002, Los simuladores, como Margarita (Ep: Los inpresentables) - 2004, Floricienta - 2005, Casados con hijos - 2005, Botines - 2007, Amas de casa desesperadas - 2007, El capo - 2012, Viento sur - 2013, Historias del corazon como Raquel (Ep: ¿Cómo sabemos que Romeo está enamorado de Julieta?) - 2012, Taxxi, amores cruzados - 2016, #SoySolo como Marta - 2017, Maldita tentación - 2022, María Marta | Películas - 1987, El ABC del amor - 1983, Costa sur - 1985, Sucedió en el internado - 1986, Correccional de mujeres - 1987, Revancha de un amigo - 1987, Miedo satanico - 2003, El fondo del mar - 2008, Yo soy sola - 2020, Cantando en la oscuridad'' (cortometraje) |